# Міністр торгівлі США
Міністр торгівлі США (англ. United States Secretary of Commerce) — глава міністерства торгівлі США, член уряду США, і десятий у лінії наступності президентських повноважень. До 1913 у США існувала єдина посада міністра торгівлі та праці, потім відбувся поділ міністерств, і з 15 березня 1913 посада отримала назву — Міністр торгівлі США.
Апарат міністра включає заступника міністра торгівлі, начальника штабу, заступника начальника штабу з питань політики, помічника міністра з комерції та міжурядових питань, головного фінансового директора, помічника міністра з адміністративних питань, директора з інформаційних технологій, головного юрисконсульта, генерального інспектора, Управління зі зв'язків з бізнесом, Управління політики та стратегічного планування, Управління зі зв'язків з громадськістю, Управління Білого дому з питань зв'язку, і міжнародного координатора з питань інтелектуальної власності.
Порядок заміщення міністра торгівлі виглядає наступним чином:
- 1. Заступник міністра торгівлі (фактично — 1-й заступник).
- 2. Головний юрисконсульт міністерства торгівлі.
- 3. Заступник міністра торгівлі з питань міжнародної торгівлі.
- 4. Заступник міністра торгівлі з економічних питань.
- 5. Заступник міністра торгівлі з питань океанів і атмосфери та Адміністратор Національного управління з питань океанів і атмосфери.
- 6. Заступник міністра торгівлі з технологій.
- 7. Заступник міністра торгівлі з експорту.
- 8. Фінансовий директор міністерства торгівлі
- 9. Заступник міністра торгівлі у ранзі глави адміністрації міністра за міжурядовими питаннями та питань законодавства.

З 21 лютого 2025 міністром торгівлі є Говард Лутнік.

## Міністри торгівлі
| #    | зображення       | ім'я і прізвище  | рідний штат | термін на посаді | термін на посаді | адміністрація президента США, в якій був на посаді |
| #    | зображення       | ім'я і прізвище  | рідний штат | початок          | кінець           | адміністрація президента США, в якій був на посаді |
| ---- | ---------------- | ---------------- | ----------- | ---------------- | ---------------- | -------------------------------------------------- |
| 33   | Норман Мінета    | Норман Мінета    | Каліфорнія  | 21 липня 2000    | 19 січня 2001    | Білл Клінтон                                       |
| 34   | Дональд Еванс    | Дональд Еванс    | Техас       | 20 січня 2001    | 17 січня 2005    | Джордж Вокер Буш                                   |
| 35   | Карлос Гутьєррес | Карлос Гутьєррес | Флорида     | 7 лютого 2005    | 20 січня 2009    | Джордж Вокер Буш                                   |
| в.о. | Отто Вольф       | Отто Вольф       |             | 20 січня 2009    | 26 березня 2009  | Барак Обама                                        |
| 36   | Гері Лок         | Гері Лок         | Вашингтон   | 26 березня 2009  | 1 серпня 2011    | Барак Обама                                        |
| в.о. | Ребекка Бланк    | Ребекка Бланк    | Міннесота   | 1 серпня 2011    | 21 жовтня 2011   | Барак Обама                                        |
| 37   | Джон Брайсон     | Джон Брайсон     | Нью-Йорк    | 21 жовтня 2011   | 11 червня 2012   | Барак Обама                                        |
| в.о. | Ребекка Бланк    | Ребекка Бланк    | Міннесота   | 11 червня 2012   | 1 червня 2013    | Барак Обама                                        |
| в.о. | Кемерон Керрі    | Кемерон Керрі    | Массачусетс | 1 червня 2013    | 26 червня 2013   | Барак Обама                                        |
| 38   | Пенні Прітцкер   | Пенні Прітцкер   | Іллінойс    | 26 червня 2013   | 20 січня 2017    | Барак Обама                                        |
| 39   |                  | Вілбур Росс      | Флорида     | 28 лютого 2017   | 20 січня 2021    | Дональд Трамп                                      |
| 40   |                  | Джина Раймондо   | Род-Айленд  | 2 березня 2021   | 20 січня 2025    | Джо Байден                                         |
| 41   |                  | Говард Лутнік    | Нью-Йорк    | 21 лютого 2025   |                  | Дональд Трамп                                      |